# Matilde Vilariño
Matilde Fernández Vilariño (Madrid, España, 13 de agosto de 1921-Madrid, 20 de agosto de 2021) fue una actriz española de doblaje.

## Biografía
Iniciada en la interpretación a través del teatro, en los años 40 se incorpora al cuadro de actores de Radio Madrid (Cadena SER), donde cosechará sus mayores logros profesionales que convirtieron su voz aniñada en una de las más populares de España en el transcurso de cuatro décadas. 
Especializada en doblar a niños o poner su voz a personajes infantiles, posiblemente el más destacado de su carrera radiofónica fue el del niño Periquín en el serial Matilde, Perico y Periquín, que interpretó durante dieciséis años (entre 1955 y 1971). Posteriormente participaría en la igualmente célebre La Saga de los Porretas, también en la Cadena SER, entre los años setenta y ochenta. También hizo incursiones en el mundo del teatro, como la representación de Las de Caín, de los hermanos Álvarez Quintero en 1949.
Fuera del medio radiofónico, fue la voz del niño Pablito Calvo en una de las películas más recordadas de la historia del cine español, Marcelino pan y vino (1955) y en todas las demás películas de este actor en el papel de niño (Mi tío Jacinto, Un ángel pasó por Brooklyn...). También dobló a Miguelito Gil en Recluta con niño, a Pedro Mari Sánchez en El dedo del destino, a Jaime Blanch en Jeromín, a Quique San Francisco en la película Fin de Semana de Pedro Lazaga, dobló a Mónica Randall en dos eurowesterns, a Patsy Kensit en La calle del adiós, e hizo redoblajes para TVE a la voz de Johnny Sheffield en las películas de Tarzán de Johnny Weissmuller. Asimismo también dobló las películas del niño Lolo García: La guerra de papá (1977; Dir. Antonio Mercero); basada en un libro de Miguel Delibes, Tobi (1978; Dir. Antonio Mercero), Dos y dos cinco (1981; Dir. Lluís Josep Comerón) y El pan debajo del brazo (1984; Mariano Ozores).
Para televisión, otro de los famosos personajes que cobraron vida en castellano gracias a la actriz fue el de la Abeja Maya, en la serie japonesa de dibujos animados emitida por Televisión Española en 1978. También intervino en el cuadro de actores de doblaje de otras series de dibujos como Vickie, el vikingo, Ruy, el pequeño Cid, El bosque de Tallac o Los Caballeros del Zodiaco o las marionetas del programa El espejo mágico.

## Premios
- Premio Ondas - Premio Nacional de Radio (1960) como Mejor Actriz.[4]
- Premio Antena de Oro (1967) en la categoría de Radio.[5]